# Iwona Koperska
Iwona Edyta Koperska z domu Binek (ur. 19 września 1973 w Pajęcznie) – polska pedagog, bibliotekarka i samorządowiec, w latach 2018–2024 przewodnicząca sejmiku łódzkiego.

## Życiorys
Absolwentka Instytutu Filozofii na Wydziale Nauk Społecznych Uniwersytetu Śląskiego. Ukończyła także wychowanie przedszkolne w Studium Nauczycielskim w Krzepicach oraz Podyplomowe Studium Bibliotekoznawstwa i Informacji Naukowej na Uniwersytecie Łódzkim. Od 2007 do 2017 pełniła funkcję dyrektora Powiatowej Biblioteki Publicznej w Działoszynie. W 2017 została dyrektorem personalnym w łódzkim okręgu Poczty Polskiej, odpowiadając za kapitał ludzki.
W 2005 została członkiem Prawa i Sprawiedliwości, zasiadła w pajęczańskim zarządzie powiatowym partii. W 2006 bez powodzenia kandydowała do rady powiatu pajęczańskiego. W 2010, 2014 i 2018 uzyskiwała z ramienia partii mandat radnej sejmiku łódzkiego IV, V i VI kadencji. W kadencji 2010–2014 sprawowała funkcję przewodniczącej klubu radnych PiS w tym gremium. W 2014 bez powodzenia kandydowała do Parlamentu Europejskiego (zdobyła 1591 głosów). 22 listopada 2018 powołana na stanowisko przewodniczącej sejmiku. Funkcję tę pełniła do końca kadencji w 2024; nie uzyskała w tymże roku reelekcji w wyborach wojewódzkich.
W 2023 została odznaczona Srebrnym Krzyżem Zasługi.